# NGC 4045
NGC 4045 (другие обозначения — NGC 4046, ZWG 13.46, UGC 7021, MCG 0-31-22, IRAS12001+0215, PGC 38031) — спиральная галактика с перемычкой (SBa) в созвездии Дева.
Этот объект занесён в новый общий каталог несколько раз, с обозначениями NGC 4045, NGC 4046.
Этот объект входит в число перечисленных в оригинальной редакции «Нового общего каталога».
В галактике вспыхнула сверхновая SN 1985B типа II. Её пиковая видимая звёздная величина составила 13.